# Азура (Гонконг)
Азура (англ. Azura, кит. 蔚然) — гонконгский высотный жилой комплекс, расположенный в округе Сентрал-энд-Вестерн, в западной части района Мид-левелс, на улице Сеймур-роуд. Построен в 2010—2012 годах компанией China Overseas Building Construction в стиле модернизма по проекту гонконгского архитектурного бюро DLN Architects & Engineers. Владельцем здания является гонконгская компания Swire Properties, входящая в состав британской многопрофильной корпорации Swire Group.
51-этажный небоскрёб Azura высотой 177 метров является престижным жилым зданием. Он имеет 126 апартаментов, 4 лифта и 50 парковочных мест. Квартиры имеют большую площадь, по своей планировке и отделке в Гонконге они считаются элитными.
В шаговой доступности от небоскрёба Азура расположены Еврейский общественный центр, синагога Охель Леа, церковь пятидесятников и музей Сунь Ятсена, а также другие престижные небоскрёбы Swire Properties — Arezzo, Alassio и Argenta.   